# Schäferstündchen (1986)
Schäferstündchen ist eine 1986 geschaffene Aufzeichnung des Fernsehens der DDR von Eberhard Schäfer nach einer Vorlage von Hans Siebe.

## Handlung
Die Frauen des fiktiven mecklenburgischen Dorfes Klein-Niesel fordern seit Langem, dass ein nicht mehr genutztes LPG-Gebäude zu einem „Wasch-Stützpunkt“ umgebaut wird, damit sie die Wäsche nicht mehr zu Hause per Hand waschen müssen. Da der Umbau viel Arbeit machen würde, verzögern die Männer jedoch dessen Umsetzung. Als nun Doris Zühlke nach sechs Wochen von einem Lehrgang nach Hause kommt, bringt sie ihre Freundin Linda mit, die sie dort kennengelernt hat. Der Untermieter Paul Polte, genannt P.P., bringt die beiden auf eine Idee: Die Frauen des Dorfes sollen, nach dem Vorbild der Lysistrata, die Männer durch Liebesentzug zur Arbeit zwingen. Und so wird Doris’ Mann Otto aus dem gemeinsamen Schlafzimmer verbannt, in dem nun Doris und Linda übernachten, und muss bei seinem Sohn Peter schlafen. Dieser wiederum erhält regelmäßig nächtlichen Besuch von seiner Freundin Lina, genannt Würmchen.
Später trifft noch Lindas eifersüchtiger Gatte Heiner ein, ebenso wie Herr Egon Hummel, der während des Lehrgangs Linda nachstellte. Es kommt zu verschiedenen komischen Verwicklungen und Eifersuchts-Szenen, bis letztendlich – auch durch die Hilfe des alten P.P. – Linda und Heiner gemeinsam abreisen, Doris und Otto sich versöhnen, Lina und Peter heiraten und der Bau des Wasch-Stützpunkts beschlossene Sache ist.

## Produktion und Veröffentlichung
Der Fernsehschwank Schäferstündchen wurde am 8. Oktober 1986 im 1. Programm des Fernsehens der DDR als Aufzeichnung mit Publikum  ausgestrahlt.
Die Dramaturgie lag in den Händen von Klaus Tudyka.

## Kritik
Nach Meinung von Peter Hoff im Neuen Deutschland vom 11. Oktober 1986 verlangten die Rollen des Luststücks ihren Darstellern zu wenig Komödiantisches ab. Weiterhin schrieb er:

„Die Anleihe bei Aristophanes war zu hoch gegriffen für den zweinächtlichen Bettstreik im mecklenburgischen Dorf Kleinniesel. Es wurde trotz des großen Vorbilds nur ein kleiner Spaß.“